# Sân bay Bergen, Flesland
Sân bay Bergen, Flesland (tiếng Na Uy: Bergen lufthavn, Flesland) (IATA: BGO, ICAO: ENBR) là một sân bay ở Bergen, Na Uy, nằm cách thành phố 19 km về phía nam. Sân bay này được mở cửu năm 1955, và đã được xây dựng bằng quỹ của NATO. Lúc mới khai trương thì đây là một sân bay hỗn hợp dân sự và quân sự. Sân bay này hiện thuộc sở hữu và vận hành của Avinor.
Flesland là sân bay lớn thứ hai của Na Uy, phục vụ 4.852.740 triệu lượt khách năm 2007. Có 7 hãng hàng không phục vụ đến 16 tuyến quốc nội và 8 hãng phục vụ 19 tuyến quốc tế, bao gồm các chuyến bay hàng ngày đến Aberdeen, Amsterdam, Copenhagen, Frankfurt, London và Stockholm. Một số tuyến chọn sân bay này làm trung điểm cho các tuyến khu vực từ Sogn og Fjordane, với nhiều chuyến bay bằng máy bay 37 chỗ Dash 8 của hãng Widerøe và máy bay ATR 42 của Danish Air Transport. Nhà ga cũ đã được chuyển thành nhà ga trực thăng phục vụ các hoạt động khai thác dầu khí ở Biển Bắc. Tuyến đi có tần suất cao là tuyến nối với Oslo với 35 chuyến mỗi ngày bằng tàu bay Boeing 737 của hãng Norwegian Air Shuttle và Scandinavian Airlines System. Đây là tuyến bận rộn thứ 7 ở châu Âu 
Nhà ga hiện nay do kiến trúc sư người Na Uy Halfdan Grieg thiết kế và đã được mở cửa năm 1988. 
Kiến trúc sư này cũng là tác giả của thiết kế nhà ga cũ. Nhà ga có 11 ống lồng dẫn khách được đánh số từ 21-32.

## Các hãng hàng không và các điểm đến

### Nội địa
- Bergen Air Transport (Notodden)
- Danish Air Transport (Florø, Oslo)
- Norwegian Air Shuttle (Oslo, Rygge, Stavanger, Trondheim)
- Scandinavian Airlines System (Ålesund, Haugesund, Kristiansand, Kristiansund, Molde, Oslo, Stavanger, Trondheim)
- Vildanden (Skien)
- Widerøe (Bodø, Førde, Oslo, Sandane, Sandefjord, Sogndal, Stavanger, Tromsø, Ørsta/Volda)

### Quốc tế
- airBaltic (Riga)
- British Airways (Lerwick) [seasonal]
- Cimber Air (Billund)
- Icelandair (Reykjavík-Keflavík)
- KLM Royal Dutch Airlines (Amsterdam)
- Loganair (Shetland) [begins 7 June[2]]
- Lufthansa (Frankfurt, Hamburg)
- Norwegian Air Shuttle (Alicante, Berlin-Schönefeld, Dubrovnik, Las Palmas [begins 1 November], London-Stansted, Malaga, Murcia, Nice, Paris-Orly, Prague, Salzburg, Split [begins 13 June], Stockholm-Arlanda, Warsaw)
- Scandinavian Airlines System (Aberdeen, Alicante, Copenhagen, London-Gatwick, Stockholm-Arlanda, Tokyo-Narita [seasonal; begins 18 July)
- Sterling (Copenhagen)
- Widerøe (Aberdeen, Edinburgh[seasonal])

### Thuê bao
- Air Europa (Barcelona, Lanzarote, Las Palmas, Madrid, Palma de Mallorca)
- Atlasjet (Antalya, Dalaman)
- BH Air (Bourgas)
- Eurocypria Airlines (Larnaca)
- Norwegian (Split)
- Pegasus Airlines (Antalya)
- Scandinavian Airlines System (Chania, Funchal, Lanzarote, Las Palmas, Palma de Mallorca, Santorini, Split, Tenerife)
- SunExpress (Antalya)
- TUIfly Nordic (Faro)

### Trực thăng
- CHC Helikopter Service
- Norsk Helikopter